# Shōgo Terasaka
Shōgo Terasaka (japanisch 寺阪 尚悟 Terasaka Shōgo; * 6. Juni 2004 in der Präfektur Hyōgo) ist ein japanischer Fußballspieler.

## Karriere
Shōgo Terasaka erlernte das Fußballspielen in der Jugend von Vissel Kōbe. Hier unterschrieb er auch am 1. Februar 2023 seinen ersten Vertrag. Der Verein aus Kōbe, einer Stadt in der Präfektur Hyōgo, spielte in der ersten Liga, der J1 League. Für Vissel kam er fünfmal im Ligapokal zum Einsatz. Im Juli 2023 wechselte er auf Leihbasis zum Drittligisten FC Ryūkyū. Sein Drittligadebüt gab Shogo Terasaka am 30. Juli 2023 (20. Spieltag) im Auswärtsspiel gegen Azul Claro Numazu. Bei der 4:0-Niederlage stand er in der Startelf und spielte die kompletten 90 Minuten. 2023 bestritt er sieben Drittligaspiele. Nach der Ausleihe kehrte er Ende Januar 2024 wieder zu Vissel zurück. Im August 2024 wurde er an den Drittligisten FC Gifu verliehen.